# Theodardus
De heilige Theodardus, ook Theodardus van Maastricht, Theodardus van Tongeren, Theodardus van Luik, Dieter, Diethard, of Theodard, (Aquitanië?, ca. 618 – Speyer, 6 september 668 of 670) was de 19e bisschop van Maastricht. Hij is de patroonheilige van de veehandelaren en wordt vaak afgebeeld met een zwaard door het hoofd. Zijn feestdag is op 10 september.

## Levensbeschrijving
Volgens de overlevering was Theodardus afkomstig uit Aquitanië in Zuid-Frankrijk. Hij zou een leerling zijn geweest van Sint-Remaclus, de Keltisch-christelijke abt van Solignac, die ook het klooster Stavelot-Malmedy stichtte waar hij Theodardus benoemde tot abt. Daarna volgde Theodardus zijn leermeester op als bisschop van Tongeren-Luik-Maastricht.
Toen hij zich in Worms bij koning Childerik II ging beklagen over de onderdrukking en de plunderingen in zijn bisdom door Frankische edellieden, werd hij op een reis in het bos van Bienwald nabij Speyer gedood door zijn tegenstanders. Hij werd opgevolgd door Lambertus die zorgde dat hij uiteindelijk werd overgebracht naar Luik en begraven in zijn eigen bisdom.

## Nalatenschap
In de schatkamer van de Sint-Servaasbasiliek in Maastricht bevindt zich een reliekhouder uit 1936 in de vorm van een koperen beeldje van Sint-Theodardus met een zwaard door zijn hoofd. De oorspronkelijke reliekhouder is waarschijnlijk in de Franse tijd omgesmolten of verkocht.
In het Belgisch-Limburgse Beringen is een zogenaamde mijnkathedraal vernoemd naar Sint-Theodardus. Deze Sint-Theodarduskerk werd tussen 1939 en 1943 gebouwd in neobyzantijnse stijl. Ook in het Vlaams-Brabantse Bogaarden is de parochiekerk toegewijd aan Sint-Theodardus. Deze neoclassicistische kerk heeft een romaanse toren uit de 11e eeuw.

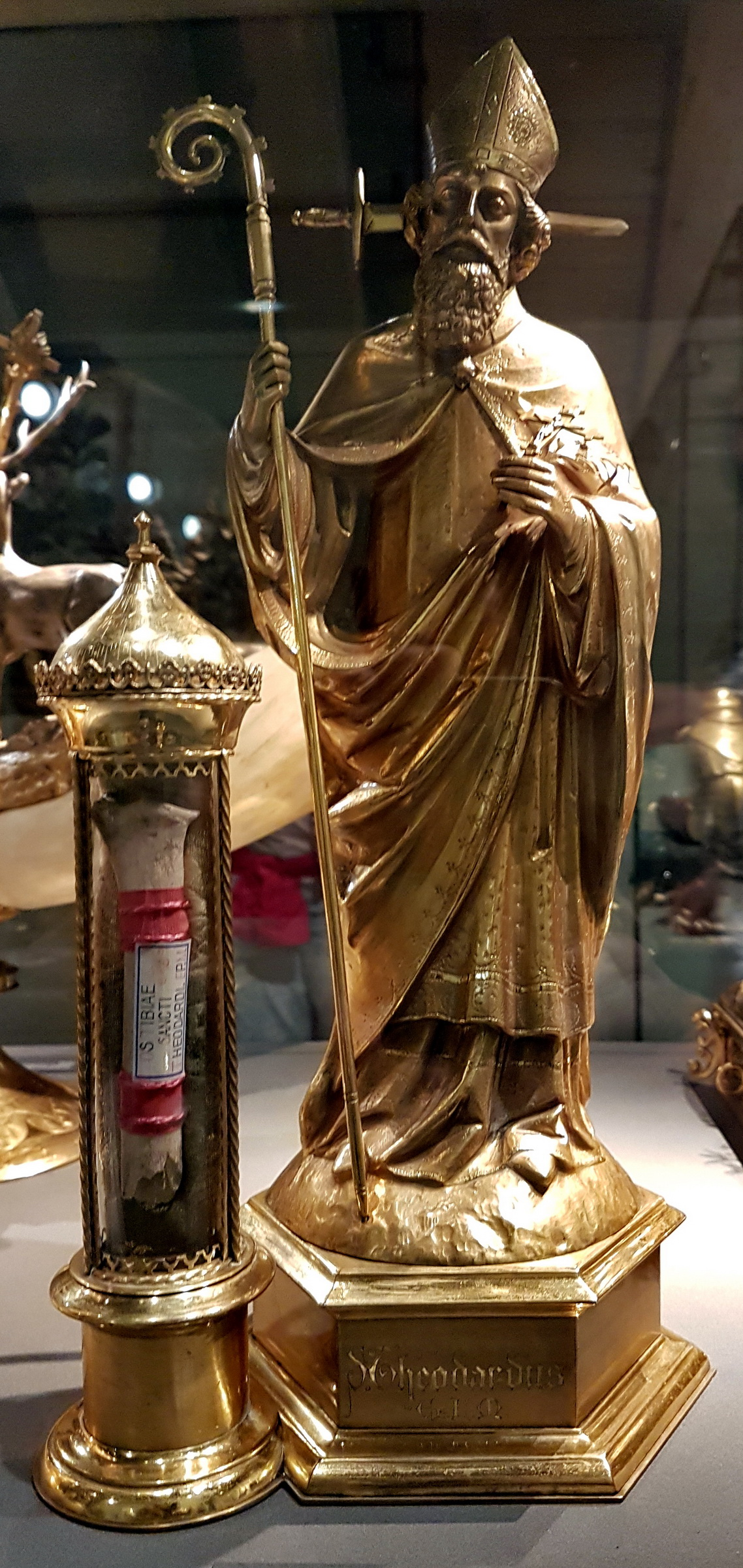
Reliekhouder Sint-Servaasbasiliek, Maastricht
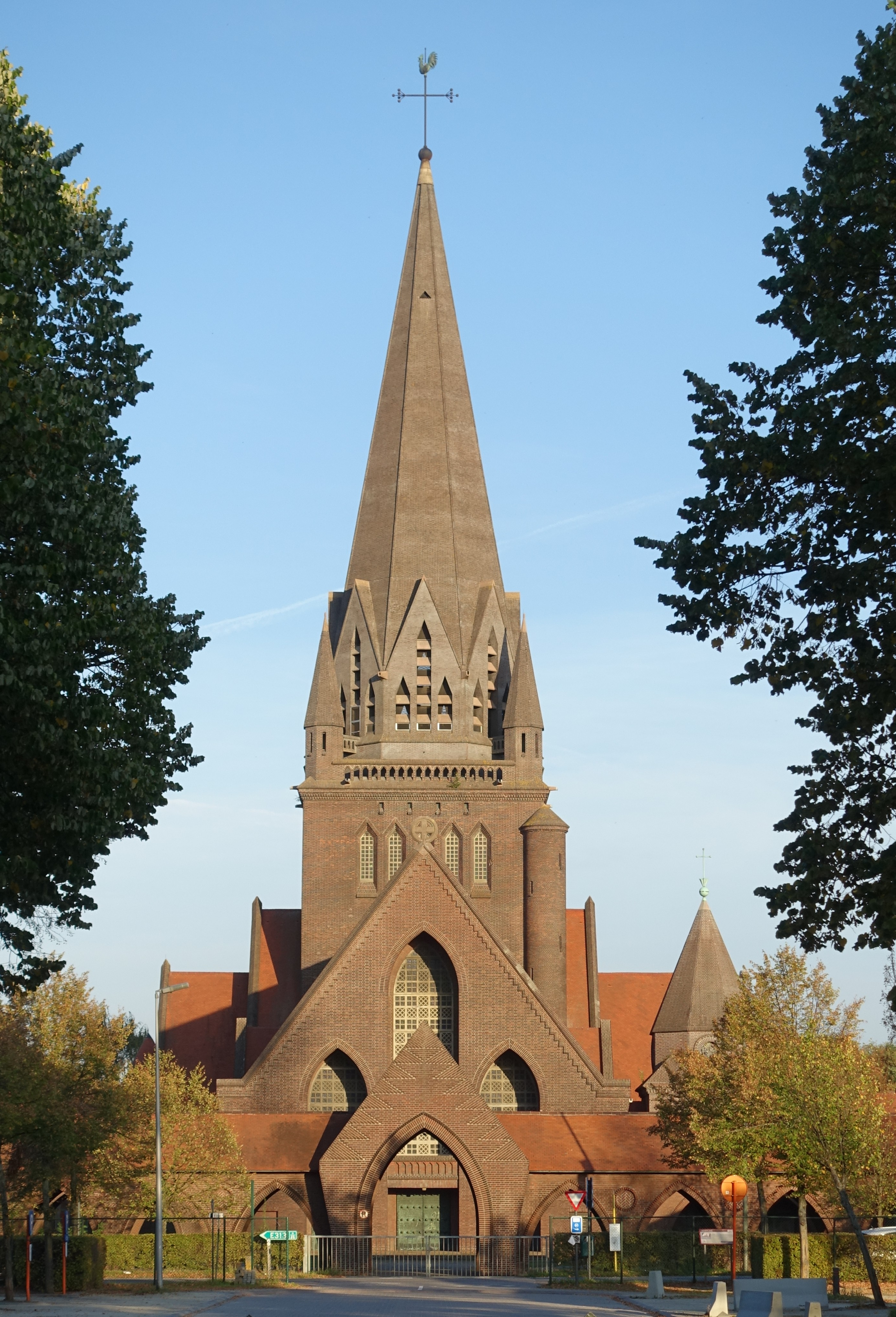
Sint-Theodarduskerk, Beringen-Mijn
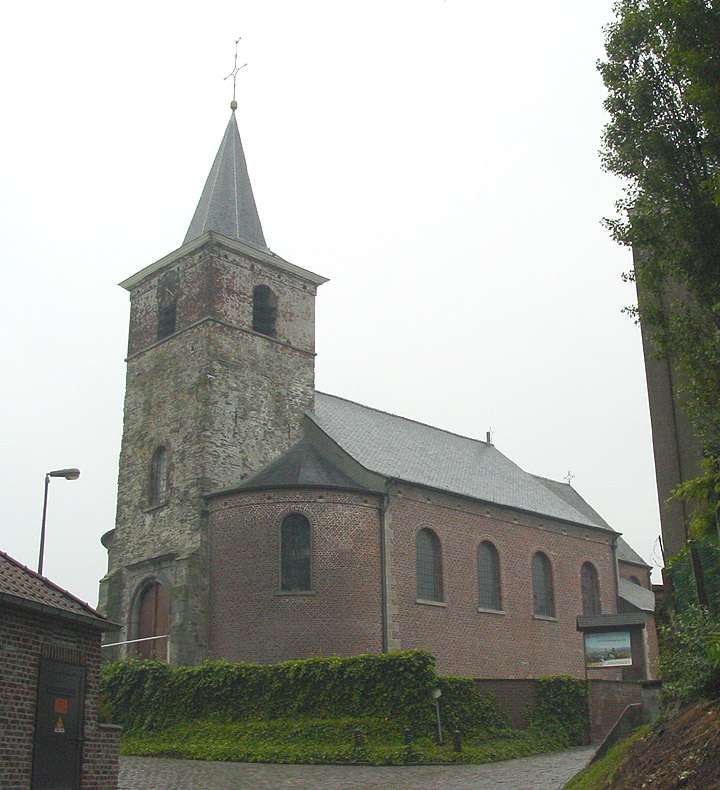
Sint-Theodarduskerk, Bogaarden

- Gemeinsame Normdatei: 144009064
- Virtual International Authority File: 170202447
- WorldCat: E39PBJbGXpjtFJgkqpGCphpVmd